# 小幡村 (茨城県)
小幡村（おばたむら）は、茨城県新治郡にかつて存在した村である。

## 地理
- 現在の石岡市、旧八郷町の西部に位置する。
- 八溝山地の筑波山塊に位置し、村域のほとんどは山がちな地形である。

## 歴史

### 村域の変遷
- 1889年（明治22年）4月1日 - 町村制施行により、（旧）小幡村・須釜村・細谷村・上青柳村・下青柳村・加生野村が合併しが発足。
- 1955年（昭和30年）1月1日 - 柿岡町・葦穂村・恋瀬村・瓦会村・園部村・林村・小桜村と合併し八郷町が発足。同日小幡村廃止。

変遷表
| 1868年 以前 | 1868年 以前 | 明治22年 4月1日 | 昭和30年 1月1日 | 平成17年 10月1日 | 現在   |
| ----------- | ----------- | --------------- | --------------- | ---------------- | ------ |
|             | 小幡村      | 小幡村          | 八郷町          | 石岡市           | 石岡市 |
|             | 須釜村      | 小幡村          | 八郷町          | 石岡市           | 石岡市 |
|             | 細谷村      | 小幡村          | 八郷町          | 石岡市           | 石岡市 |
|             | 上青柳村    | 小幡村          | 八郷町          | 石岡市           | 石岡市 |
|             | 下青柳村    | 小幡村          | 八郷町          | 石岡市           | 石岡市 |
|             | 加生野村    | 小幡村          | 八郷町          | 石岡市           | 石岡市 |

## 大字
- 小幡（おばた）
- 須釜（すがま）
- 細谷（ほそや）
- 上青柳（かみあおやぎ）
- 下青柳（しもあおやぎ）
- 加生野（かようの）

## 人口・世帯

### 人口
総数 [単位： 人]
| 1891年（明治24年） | 2,533 |
| 1920年（大正 9年） | 3,322 |
| 1935年（昭和10年） | 3,618 |
| 1950年（昭和25年） | 4,495 |

### 世帯
総数 [単位： 世帯]
| 1920年（大正 9年） | 632 |
| 1935年（昭和10年） | 641 |
| 1950年（昭和25年） | 789 |